# Galium tricornutum
Galium tricornutum é uma espécie de planta com flor pertencente à família Rubiaceae. 
A autoridade científica da espécie é Dandy, tendo sido publicada em Watsonia 4(1): 47–48. 1957.

## Portugal
Trata-se de uma espécie presente no território português, nomeadamente em Portugal Continental.
Em termos de naturalidade é nativa da região atrás indicada.

## Protecção
Não se encontra protegida por legislação portuguesa ou da Comunidade Europeia.